# Sinfonia in do maggiore (Wagner)
La Sinfonia in do maggiore è stata la prima sinfonia e l'unica composta e completata da Richard Wagner (1813-1883). Composta nella tonalità di do maggiore, probabilmente nella città tedesca di Lipsia, tra l'aprile e il giugno 1832 (quando il compositore aveva appena 19 anni) e a Praga nel novembre dello stesso anno. Nel Wagner-Werk-Verzeichnis (Magonza, 1986) è catalogata come WWV 29 . Tra il 1832 e il 1833 il compositore avrebbe fatto una riduzione per pianoforte a quattro mani, che però lasciò incompiuta. 
L'opera mostra l'influenza di Beethoven, in particolare la Sinfonia n.7, come già riconosciuto al tempo da Friedrich Wieck.

## Storia
Questo lavoro può essere considerato "capitale" perché appare durante gli anni di formazione giovanile. Uscita a Praga dove viene diretta nel novembre del 1832 a "a titolo di prova" da Dionys Weber. Viene eseguita per la prima volta in pubblico alla società di musica Euterpe il 15 dicembre 1832, diretta da Christian Gottlieb Müller, ma la prima esecuzione importante si ha al Gewandhaus di Lipsia il 10 gennaio 1834, sebbene con un numero insufficiente di prove. Una ulteriore esecuzione fu data a Würzburg il 27 Agosto 1833. . 

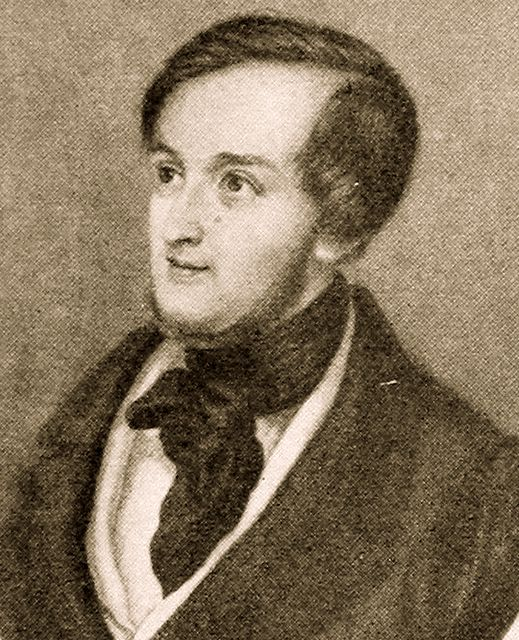
Wagner all'epoca della composizione

Il lavoro fu elogiato da Heinrich Laube, amico del compositore, in un articolo pubblicato sulla "Gazzetta del grande mondo" .
Gli spartiti si persero quando Wagner presentò questa sinfonia a Mendelssohn (1834 o 1835) che la perdette. Amici di Wagner intervennero allora presso il figlio di Mendelssohn come suo erede senza risultati. Il recupero di questa sinfonia è avvenuto a causa della comparsa a Dresda per un baule pieno di partiture e le parti contenenti l'orchestrazione che Wagner stesso aveva ordinato e pagato presso un copista di Praga. Il compositore è stato in grado di recuperare il lavoro e il suo amico Anton Seidl fu responsabile di "composizione di una nuova partitura" 
La sinfonia fu suonata di nuovo a Venezia alla festa di Natale tenutasi da Marcello Licée nel 1882. Questa interpretazione rese soddisfatto il maestro di tedesco per contare sufficiente sui "talenti naturali dei musicisti italiani di accento e di espressione".

## Strumentazione
2 flauti , 2 oboi , 2 clarinetti in C , 2 fagotti , 4 corni in C , 2 trombe in C , 2 timpani in C e Dom , violini , viole , violoncelli e contrabbassi . Nel secondo movimento utilizzando 2 clarinetti in se , 2 corni in mio e 2 f bis e trombe in F , in sostituzione del precedente, e ha aggiunto controfagotto , 3 tromboni e timpani in fa.

## Struttura

### Movimenti
- Sostenuto e maestoso. Allegro con brio (in do maggiore, ritmo di 4/4)
- Andante ma non troppo, un poco maestoso (in meno, ritmodi 3/4)
- Allegro assai (in Do maggiore, ritmo di 3/4)
- Allegro molto e vivace (in do maggiore, ritmo di 4/4)

### Caratteristiche
Il primo movimento è in forma di sonata preceduta da una introduzione lenta. Il secondo movimento è nella tonalità di la minore, la forma complessiva è A + B + B + A + coda, con un forte contrasto esistente tra il lirico presente nel segmento A e le idee espresse nel B. Il movimento inizia con un motivo che si raccorda con la coda del primo movimento. Il terzo movimento è uno scherzo e un trio con la tradizionale struttura A + B + A + B + A + coda. Lo scherzo è caratterizzato da un ritmo dinamico, mentre il trio (un poco Meno allegro) dispone di una linea di contrasto liscia e melodica. Il quarto movimento è strutturato nella stessa forma della sonata classica, come il movimento di apertura. L'idea che segue la presentazione del primo tema è equivoca in tonalità. Wagner accelera la metà del tempo (Più Allegro) attraverso la coda per generare entusiasmo aumentato la musica nell'apprestarsi alla conclusione.

## Ulteriori composizioni sinfoniche
Wagner provò altre volte a comporre sinfonie ma per vari motivi non portò più nessun progetto a termine.

### Sinfonia n ° 2 in mi maggiore
Wagner ha lasciato delineato solo un frammento di una seconda sinfonia in mimaggiore, WWV 35, composta tra l'agosto e il settembre 1834 e in anteprima a Monaco di Baviera il 13 ottobre 1988.

### Dopo il Parsifal
Dopo aver completato il Parsifal, Wagner espresse la sua intenzione di scrivere sinfonie. Tuttavia, non si sono conservati neanche schizzi di lavoro, e non si è certi se ce ne siano stati mai veramente.